# Лубянецкий, Иван Федосеевич
Ива́н Федосе́евич Лубяне́цкий (1914—1942) — советский офицер-танкист, Герой Советского Союза (1943, посмертно).

## Биография
Родился 8 марта 1914 года в селе Вознесенское (ныне — Щербиновского района Краснодарского края). Русский. В станице Новощербиновской окончил неполную среднюю школу. Комсомольцы школы избрали его комсоргом. После школы учился в техникуме механизации сельского хозяйства.
В Красной Армии с 1934 года. В 1938 году окончил Ульяновское бронетанковое училище. Училище Лубянецкий окончил в тот момент, в Испании шла гражданская война. Лейтенант Лубянецкий подал рапорт на имя начальника училища: «Прошу направить меня сражаться в интернациональную бригаду за свободу испанского народа». Однако Лубянецкий был направлен на Дальний Восток, где молодой офицер-танкист получил своё первое боевое крещение в боях с японскими самураями у озера Хасан.
Великую Отечественную войну Лубянецкий встретил в Риге, где проходил службу. Через несколько месяцев его отозвали в Москву в Военную академию бронетанковых войск имени И. В. Сталина. Когда войска Германии и её союзников подступали к Москве, академию эвакуировали в город Ташкент. Занимались слушатели с раннего утра до поздней ночи, поскольку программу необходимо было пройти в кратчайшие сроки.
В действующей армии с июня 1942 года. Командуя 322-м танковым батальоном 115-й танковой бригады, в боях против немецких и итальянских войск с 16 по 23 декабря 1942 года И. Ф. Лубянецкий проявил геройство, умение хорошо руководить батальоном в бою.
В боях за населённые пункты Поддубновка, Цапково, Ивановка и Первомайское Воронежской области старший лейтенант Лубянецкий умело организовал взаимодействие с 388-м и 514-м стрелковыми полками 172-й стрелковой дивизии. Неоднократно помогал им в продвижении вперёд, уничтожая при этом огневые средства и живую силу противника.
За 7 дней боёв танковый батальон во взаимодействии со стрелковыми частями уничтожил 35 танков, около 90 орудий разного калибра, около 200 автомашин, подавил 220 пулемётных огневых точек, истребил до 1000 и захватил в плен до 800 солдат и офицеров противника. В составе экипажа танка Лубянецкий уничтожил 8 танков, 11 орудий, 10 пулемётных дзотов врага.
23 декабря 1942 года во время атаки высоты 201,8 танк командира батальона был подбит и загорелся. Лубянецкий получил ранение, однако, выскочив из горящего танка, вступил в неравный бой с окружившими его немецкими автоматчиками и сумел из личного оружия уничтожить 10 солдат, пока сам не был убит.
Указом Президиума Верховного Совета СССР «О присвоении звания Героя Советского Союза начальствующему и рядовому составу Красной Армии» от 31 марта 1943 года за  «образцовое выполнение боевых заданий командования на фронте борьбы с немецкими захватчиками и проявленные при этом отвагу и геройство» удостоен посмертно звания Героя Советского Союза.

## Память
Похоронен в селе Первомайское (в 40 км от города Россоши Воронежской области). В селе установлен его бюст.
В 1986 году в станице Новощербиновская перед зданием школы № 9 ему установлен памятник, а в его честь названа улица.